# ブルキナファソの大統領一覧
ブルキナファソの大統領（ブルキナファソのだいいとうりょう、フランス語: Président du Faso）は、ブルキナファソの元首たる大統領である。
1984年にブルキナファソと改称するまでのオートボルタ共和国の大統領についても記す。

## 名称
ブルキナファソの公用語であるフランス語ではPrésident du Fasoと表記し、Président du Burkina Fasoとする事は稀である。オートボルタ時代はPrésident du Haute-Voltaと表記した。

## 選出
1991年制定の現行憲法では、大統領は国民の直接選挙で選出され、任期は5年、3選を禁止すると書かれている。

## 大統領の一覧
| オートボルタ自治共和国 |                                                                                    |                               |                              |                                 |                                 |              |                                         |
| 代                     | 大統領                                                                             | 大統領                        | 所属政党                     | 期                              | 在任期間                        | 在任期間     | 備考                                    |
| 01                     | モーリス・ヤメオゴ Maurice Yaméogo                                                 |                               | ボルタ民主同盟 （UDV）       | 1                               | 1959年12月11日 - 1960年8月5日   | 238日        |                                         |
| オートボルタ共和国     |                                                                                    |                               |                              |                                 |                                 |              |                                         |
| 代                     | 大統領                                                                             | 大統領                        | 所属政党                     | 期                              | 在任期間                        | 在任期間     | 備考                                    |
| 01                     | モーリス・ヤメオゴ Maurice Yaméogo                                                 |                               | ボルタ民主同盟 (UDV)         | 1                               | 1960年8月5日 - 1965年10月       | 5年 + 152日  |                                         |
| 01                     | モーリス・ヤメオゴ Maurice Yaméogo                                                 | 2                             | ボルタ民主同盟 (UDV)         | 1965年10月 - 1966年1月4日       | 任期満了前に辞任                | 5年 + 152日  |                                         |
| 02                     | サンゴール・ラミザナ Sangoulé Lamizana                                             |                               | 無所属（軍人）               | 3                               | 1966年1月4日 - 1978年6月        | 14年 + 326日 |                                         |
| (2)                    | サンゴール・ラミザナ Sangoulé Lamizana                                             | 無所属                        | 4                            | 1978年6月 - 1980年11月25日      | クーデターにより辞任            | 14年 + 326日 |                                         |
| 03                     | セイェ・ゼルボ Saye Zerbo                                                          |                               | 無所属（軍人）               | 5                               | 1980年11月25日 - 1982年11月7日  | 1年 + 347日  | 元首 （国家再建軍事委員会議長）         |
| 04                     | ジャン＝バプティスト・ウエドラオゴ Jean-Baptiste Ouédraogo                         |                               | 無所属（軍人）               | 6                               | 1982年11月8日 - 1982年11月11日  | 269日        | 元首 （人民統治暫定委員会暫定議長）     |
| 04                     | ジャン＝バプティスト・ウエドラオゴ Jean-Baptiste Ouédraogo                         | 7                             | 無所属（軍人）               | 1982年11月11日 - 1982年11月26日 | 元首 （人民統治暫定委員会議長） | 269日        |                                         |
| 04                     | ジャン＝バプティスト・ウエドラオゴ Jean-Baptiste Ouédraogo                         | 8                             | 無所属（軍人）               | 1982年11月26日 - 1983年8月4日   | 元首 クーデターにより辞任       | 269日        |                                         |
| 05                     | トーマス・サンカラ Thomas Sankara                                                  |                               | 無所属（軍人）               | 9                               | 1983年8月4日 - 1984年8月4日     | 1年 + 0日    |                                         |
| ブルキナファソ         |                                                                                    |                               |                              |                                 |                                 |              |                                         |
| 代                     | 大統領                                                                             | 大統領                        | 所属政党                     | 期                              | 在任期間                        | 在任期間     | 備考                                    |
| (5)                    | トーマス・サンカラ Thomas Sankara                                                  |                               | 無所属（軍人）               | 8                               | 1984年8月4日 - 1987年10月15日   | 3年 + 72日   | 国名変更 在任中に死去                   |
| 06                     | ブレーズ・コンパオレ Blaise Compaoré                                               |                               | 無所属（軍人）               | 9                               | 1987年10月15日 - 1987年10月31日 | 27年 + 16日  | 元首 （人民戦線議長）                   |
| (6)                    | ブレーズ・コンパオレ Blaise Compaoré                                               | 人民戦線 （FP）               | 1987年10月31日 - 1991年12月  | 9                               | 元首                            | 27年 + 16日  |                                         |
| (6)                    | ブレーズ・コンパオレ Blaise Compaoré                                               | 民主主義進歩会議 （CDP）      | 8                            | 1991年12月 - 1998年             |                                 | 27年 + 16日  |                                         |
| (6)                    | ブレーズ・コンパオレ Blaise Compaoré                                               | 民主主義進歩会議 （CDP）      | 9                            | 1998年 - 2005年                 |                                 | 27年 + 16日  |                                         |
| (6)                    | ブレーズ・コンパオレ Blaise Compaoré                                               | 民主主義進歩会議 （CDP）      | 10                           | 2005年 - 2014年10月31日         | 任期満了前に辞任                | 27年 + 16日  |                                         |
| 0-                     | オノレ・トラオレ Honoré Traoré                                                     |                               | 10                           | 無所属（軍人）                  | 2014年10月31日 - 2014年11月1日  | 1日          | 暫定元首                                |
| 0-                     | イザック・ジダ Isaac Zida                                                          |                               | 10                           | 無所属（軍人）                  | 2014年10月31日 - 2014年11月18日 | 18日         | 暫定元首                                |
| 0-                     | ミシェル・カファンド Michel Kafando                                                |                               | 10                           | 無所属                          | 2014年11月18日 - 2015年9月17日  | 303日        | 元首代行 （暫定大統領）                 |
| 0-                     | ジルベール・ディエンデレ Gilbert Diendéré                                          |                               | 無所属（軍人）               | 11                              | 2015年9月17日 - 2015年9月23日   | 6日          | 元首 （国民民主評議会議長）             |
| 0-                     | シェリフ・シー Chérif Sy                                                           |                               | 無所属                       | 11                              | 2015年9月17日 - 2015年9月23日   | 6日          | 国民議会議長 元首代行を主張             |
| 0-                     | ミシェル・カファンド Michel Kafando                                                |                               | 無所属                       | 12                              | 2015年9月23日 - 2015年12月29日  | 97日         | 元首代行 （暫定大統領）                 |
| 07                     | ロック・マルク・クリスチャン・カボレ （ロシュ・カボレ） Roch Marc Christian Kaboré |                               | 進歩のための国民運動 （MPP） | 13                              | 2015年12月29日 - 2020年11月22日 | 6年 + 26日   |                                         |
| 07                     | ロック・マルク・クリスチャン・カボレ （ロシュ・カボレ） Roch Marc Christian Kaboré | 14                            | 進歩のための国民運動 （MPP） | 2020年11月22日 - 2022年1月24日  | 任期満了前に辞任                | 6年 + 26日   |                                         |
| 0-                     | ポール＝アンリ・サンダオゴ・ダミバ Paul-Henri Sandaogo Damiba                      |                               | 無所属（軍人）               | 15                              | 2022年1月24日 - 2022年2月15日   | 249日        | 元首 （防衛と回復のための愛国運動議長） |
| 0-                     | ポール＝アンリ・サンダオゴ・ダミバ Paul-Henri Sandaogo Damiba                      | 2022年2月16日 - 2022年9月30日 | 無所属（軍人）               | 15                              | 暫定大統領 クーデターにより辞任 | 249日        |                                         |
| 0-                     | イブラヒム・トラオレ Ibrahim Traoré                                                |                               | 無所属（軍人）               | 16                              | 2022年9月30日 -2022年10月6日    | 2年 + 317日  | 元首 （防衛と回復のための愛国運動議長） |
| 0-                     | イブラヒム・トラオレ Ibrahim Traoré                                                | 2022年10月6日 -（現職）       | 無所属（軍人）               | 16                              | 暫定大統領                      | 2年 + 317日  |                                         |